# لا بانجوارديا
لا بانجوارديا, والمعروفة باسم لا بانجوارديا الإسبانية بين عامي 1939 و1978، هي صحيفة صباحية عامة تُنشر في برشلونة ويتم توزيعها في جميع أنحاء إسبانيا. تُنشر الصحيفة باللغة الإسبانية، ومنذ عام 2011، أيضاً باللغة الكتالانية.
تأسست الصحيفة في 1 فبراير 1881، وهي مملوكة لـمجموعة غودو، وقد ترسخت كإحدى الصحف المرجعية في برشلونة. خلال الحرب الأهلية الإسبانية، تم الاستيلاء على الصحيفة واستمر إصدارها في هذا السياق، مقترنة بـالإدارة الجمهورية. بعد الحرب، أُعيدت الصحيفة إلى مالكيها وأعيدت تسميتها إلى لا فانغوارديا الإسبانية. حالياً، تمتلك الصحيفة مراسلين في عدة مدن حول العالم.
في الموجة الثانية من الدراسة العامة لوسائل الإعلام (EGM) في يوليو 2022، ظهرت لا فانغوارديا كـثالث أكثر صحيفة عامة قراءةً في إسبانيا بـ375,000 قارئ، ولم يتفوق عليها سوى إل باييس (761,000) وإل موندو (438,000). أسسها أنسيلمو كلافه بعد ثورة 1868.

## التاريخ

### التأسيس والسنوات الأولى

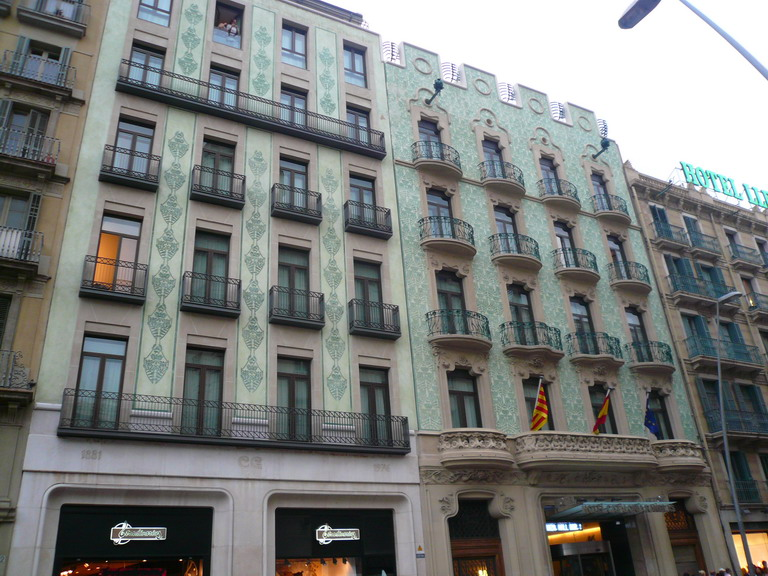
المقر القديم للصحيفة في شارع بيلايو

صدر العدد الأول من لا فانغوارديا في 1 فبراير 1881، وكان في الأصل لسان حال الحزب الليبرالي في مقاطعة برشلونة. وقد أخذ اسمه من أسبوعية جمهورية فيدرالية سابقة قصيرة العمر. وفقاً لـمجموعة غودو، المالكة الحالية للصحيفة، والموسوعة الكتالونية، فإن المؤسسين كانوا الأخوين كارلوس وبارتولومي غودو، وهما من رجال الأعمال القادمين من إغوالادا، وعينا جاومي أندرو كأول مدير للصحيفة.
ومع ذلك، يرى مؤرخو الصحافة الكتالونية رافائيل تاسيس وخوان تورنت —وكذلك جان ميشيل ديفواه—، أن لا فانغوارديا تأسست في 1881 على يد الصحفي جاومي أندرو، ومن ثم أٌشتريت في عام 1887 من قبل كارلوس غودو. وقد أُشير إلى بيدرو أنطونيو توريس كأول مدير للصحيفة.
في 1 يناير 1888، وبالتزامن مع انطلاق المعرض العالمي في برشلونة، قدمت لا فانغوارديا نفسها بتنسيق جديد كصحيفة مستقلة، مع إصدارات صباحية ومسائية، وقد تخلت عن ارتباطها بالحزب الليبرالي، على الرغم من أنها ظلت قريبة أيديولوجياً منه.
عٌين الصحفي الأندلسي موديستو سانشيث أورتيث، بتوصية من ساغاستا إلى كارلوس غودو، مديراً للصحيفة من عام 1888 إلى 1901. خلال تلك الفترة، فتحت الصحيفة صفحاتها أمام فنانين ومثقفين شباب مثل كاساس، نونيل، روسيينيول، كاسيلاس، ليوبولدو ألاز كلارين، أونامونو وغيرهم من كتّاب جيل 98.
في 25 أكتوبر 1903، انتقلت الصحيفة من شارع ليس أوريس إلى مبنى حداثي في شارع بلايو رقم 28، وجددت نظام إعداد النصوص والطباعة. وتحت إدارة المايوركي ميكيل دلس سانتس أوليفر، استقطبت لا فانغوارديا متعاونين مرموقين من جريدة برشلونة. وكانت أول صحيفة إسبانية ترسل مراسلين إلى باريس وبرلين، وأصبحت الصحيفة الأكثر انتشاراً في كتالونيا، بأكثر من 80,000 نسخة.
في عام 1920، خلف أوغوستي كالفِت «غازييل»، المراسل السابق في باريس، ميكيل دلس سانتس أوليفر في إدارة الصحيفة. وتحت قيادته، وتوجيهات رامون غودو يايانا، ترسخت الصحيفة كأول صحيفة في إسبانيا، وواحدة من أبرز الصحف في أوروبا. وكانت من أوائل الصحف التي أدخلت الابتكارات التقنية، مثل الاتصال بوكالات الأنباء الكبرى، واستخدام الطباعة بالغَائِر في عام 1929، وإنشاء شبكة واسعة من المراسلين خارج إسبانيا.
في عام 1931، توفي رامون غودو، وخلفه ابنه كارلوس غودو فالس. وخلال فترة الجمهورية الإسبانية الثانية، استمرت الصحيفة كواحدة من أبرز الصحف على المستوى الوطني، مع خط تحريري يميل إلى الكتالونية والليبرالية المحافظة.
مع اندلاع الحرب الأهلية الإسبانية، في 19 يوليو 1936، تمت مصادرة الصحيفة، مما أنهى مرحلة غازييل، الذي نُفي. وتحولت لا فانغوارديا إلى لسان حال الجنراليتات الكتالونية. ولاحقًا، في حوالي عام 1938، أصبحت لسانًا شبه رسمي لحكومة الجمهورية. وشارك خلال هذه المرحلة في الصحيفة عدد من المثقفين من أمثال أنطونيو ماتشادو، بيدرو بوش، إيليا إهرنبرغ، ماكس أوب، أندريه مالرو ورامون خ. سيندر، وغيرهم.

### إسبانيا الفرانكوية
مع انتصار الجانب المُتمرِّد في عام 1939، استعاد كارلوس غودو السيطرة المالية على الصحيفة. وفي ذلك الوقت، تم تغيير اسم الجريدة إلى لا فانغوارديا إسبانيولا، وتم تحديد أن يكون عددها الصادر في 27 يناير 1939 هو الرقم 22.575، مستمرة بذلك في الترقيم الذي سبق الحرب الأهلية الإسبانية، بدلاً من احتساب الإصدارات التي نُشرت خلال الفترة الجمهورية.
وخلال الحقبة الفرانكوية، كانت لا فانغوارديا إسبانيولا تتعايش مع صحف أخرى تابعة لـالحركة الوطنية، مثل لا برنسا وسوليداريداد ناثيونال.
قام الحكم الفرانكوي بتعيين لويس دي غالينسوغا مديراً للصحيفة. وخلال فترة إدارته، أبدت القسم الدولي، الذي كان يرأسه سانتياغو نادال، موقفاً مؤيداً للحلفاء في الحرب العالمية الثانية.
في عام 1959، تورط غالينسوغا في حادثة أدت في النهاية إلى استبداله كمدير للصحيفة بـمانويل أثنار زوبيغاراي، الذي كان قد شغل منصب دبلوماسي في سفارة إسبانيا لدى الأمم المتحدة.
لاحقًا، بين عامي 1963 و1966، تم تعيين خافيير دي إتشاري إي غاموندي مديراً للصحيفة، وبعد وفاته في عام 1969، خلفه في المنصب هوراثيو ساينث غيريرو.
خلال هذه الفترة، ساهم في الصحيفة عدد من الشخصيات مثل أنتوني تابيي، رامون ترياس فارغاس، خوان فوستر، بالتاسار بورسيل وفابيان إستابي.
وفي 16 أغسطس 1978، استعادت الصحيفة اسمها الأصلي، لا فانغوارديا.

### المرحلة الحديثة
في عام 1981، احتفلت الصحيفة بمئويتها بإجراء تغيير تكنولوجي مهم بدفع من المالك الجديد، خافيير غودو. تم إدخال وحدات فيديو端ية في غرفة التحرير. في 30 يونيو 1983، وبقيادة ييس فويش كمدير، تم نشر آخر عدد باستخدام الطباعة بالرصاص.
خلال هذه السنوات، بدأت الصحيفة تنافس صحفاً نشأت بعد وفاة فرانكو، مثل El Periódico de Catalunya، وAvui، وCatalunya Express.
وفي أكتوبر 1989، وتحت إدارة خوان تابيا، أكملت La Vanguardia تحولها التكنولوجي، مقدمةً تصميماً جديداً من إعداد ميلتون غليزر، إلى جانب إدخال آلة طباعة جديدة بنظام الأوفست بالألوان.
وفي تسعينيات القرن العشرين، أُطلق من جانب تيار البوجوليين صحيفة موالية لحكومة خوردي بوجول تُدعى El Observador de la Actualidad، في محاولة لإزاحة La Vanguardia من مكانتها. ومع ذلك، انتهى الأمر بفشل هذه الصحيفة.
وقد أطلقت La Vanguardia موقعها الإلكتروني في يونيو 1995.
في مارس 2000، خلف خوسيه أنتيتش خوان تابيا في إدارة الصحيفة. أعاد المدير الجديد هيكلة غرفة التحرير ووسّع شبكة المراسلين بإضافة مكاتب في بكين، بوينس آيرس وهافانا. كما زادت عروض الصحيفة من خلال ملاحق اقتصادية يوم الأحد، ودليل إعلانات مبوبة، وتحديث لـمجلة الأحد.
في عام 2002، بدأ نشر الملحق الجديد Cultura/s، الذي يُنشر كل أربعاء ويتناول الأخبار الثقافية.
في أبريل 2004، وبعد قرن من الزمن في مبنى شارع بيلايو رقم 28، انتقلت La Vanguardia إلى ناطحة سحاب في شارع دياغونال، 477. في هذا الانتقال، تم تجديد أجهزة الحاسوب والخدمات التقنية، مع تحسين المساحة والإنارة. كما نُقلت بعض خدمات الصحيفة إلى مبنى بوبلنو حيث كانت تقع مطبعة الصحيفة.
في عام 2007، انضم سيرجي باميي إلى الصحيفة، وفي 2008 بيلار راهولا.
في 3 مايو 2011، أطلقت النسخة الكتالونية من الصحيفة، بنفس محتوى النسخة الإسبانية. ولإطلاق هذه النسخة، أطلقت حملة إعلانية بالشعار الكتالوني "Som com som" (نحن كما نحن)، شارك فيها مشاهير مثل كارلس بويول، كيم مونثو ومارتينا كلاين.
وفقًا لبيانات مصدقة من مكتب تبرير التوزيع (OJD) للفترة من يناير إلى ديسمبر 2010، بلغ متوسط عدد النسخ المطبوعة لـLa Vanguardia حوالي 233,229 نسخة، ومتوسط التوزيع 200,370 نسخة.
منذ 3 مايو 2011، تُنشر الصحيفة أيضًا باللغة الكتالونية. خلال فترة إدارة خوسيه أنتيتش، وُصفت الخط التحريري للصحيفة بأنه «انفصالي صريح» ومقرّب من كونفرجنسيا إي أونيو.
في عام 2013، تم استبدال خوسيه أنتيتش في إدارة الصحيفة بـ ماريوس كارول, والذي نُسب إليه «صورة أكثر اعتدالاً بكثير» من سلفه. خلال هذه المرحلة، ابتعد الخط التحريري للصحيفة عن دعم العملية الانفصالية الكتالونية، مستعيدًا النهج المعتدل الذي كانت عليه سابقًا.
ظل ماريوس كارول مديرًا حتى مارس 2020، حين خلفه جوردي خوان راخا، الذي كان يشغل منصب نائب المدير حتى ذلك الحين.